# Nathanael Rogers
Nathanael „Newt“ Rogers (* 25. März 1987 in San Diego) ist ein US-amerikanischer Biathlet.
Newt Rogers vom Maine Winter Sports Club lebt in New Bethlehem und studierte Konstruktiven Ingenieurbau an der Lehigh University. Er gab sein internationales Debüt im Rahmen der Junioren-Weltmeisterschaften 2005 in Kontiolahti, bei denen er die Plätze 67 im Einzel, 63 im Sprint und mit Russell Currier und Mark Johnson Rang 17 im Staffelrennen belegte. Im Jahr darauf fand die Junioren-WM in Presque Isle in Rogers Heimatland statt. Mit den Rängen 38 im Einzel, 40 im Sprint und 45 in der Verfolgung konnte er ebenso wie mit Rang elf in der Staffel seine besten Resultate bei Junioren-Weltmeisterschaften erreichen. Ein Jahr später kamen in Martell die Resultate 77 im Einzel, 55 im Sprint und 58 in der Verfolgung hinzu. Mit der Staffel wurde er zudem 16.
Seit der Saison 2008/09 startet Rogers auch im Biathlon-NorAm-Cup. Schon in seiner ersten Saison konnte er in Presque Isle mit Rang drei hinter Jesse Downs und Bill Bowler erstmals eine Podiumsplatzierung erreichen. In der Gesamtwertung der Rennserie erreichte er den 13. Platz. In der folgenden Saison wurde er 27. der Gesamtwertung. Bei den Nordamerikanischen Meisterschaften im Biathlon 2010 in Fort Kent wurde Rogers Achter der Verfolgung und Zehnter im Massenstartrennen.